# Cyberfeminisme
De term cyberfeminisme wordt gebruikt om het gedachtegoed te beschrijven van bepaalde feministen uit de derde feministische golf. Cyberfeministen houden zich met name bezig met de rol van internet en technologie in het feministische debat. De term werd voor het eerste gebruikt in de jaren 90 van de twintigste eeuw om de werken van feministen te beschrijven die hun ideeën over misstanden en andere zaken uitten via het internet.
Het merendeel van de cyberfeministen deelt de utopische gedachte dat het internet een plek is waar het niet uitmaakt welk geslacht iemand heeft. Zij zien technologie als een middel om bepaalde verwachtingen en vooroordelen voor ieder geslacht uit de weg te gaan, omdat zij ervan uitgaan dat man en vrouw op het internet gelijk zijn.

## Definitie
Cyberfeminisme is de naam die gebruikt wordt voor een feministische filosofie die toegepast en gedeeld wordt op het internet en in de virtuele wereld Het is lastig een eenduidige definitie te vinden in reeds geschreven werken over het cyberfeminisme, aangezien cyberfeministen vaak ieder andere ideeën aanhangen. Zij volgen dus zeker niet allemaal één duidelijke filosofische gedachtelijn. Zo proberen de feministen die zich bezighouden met het algemene debat over vrouwen en technologie te bewerkstelligen dat iedereen ongeacht gender gelijke toegang heeft tot technologie. Cyborg-feministen hangen als ideologie aan dat het gebruik van technologie, de invloed ervan op lichaam, geest en identiteit juist zorgt voor een vervaging tussen genders. Een cyborg wordt door hen als een nieuw gender naast het meer traditionele binaire man/vrouw-onderscheid beschouwd. Het Cyborg-manifesto van Donna Haraway wordt gezien als de bron van het cyborg-feminisme.
Cyberfeminisme houdt zich ook bezig met de verhouding tussen discriminatie in de echte wereld en steeds verder ontwikkelende technologieën.
Veel mensen verschillen qua visie over wat cyberfeminisme nu precies inhoudt. Zo vindt de feminist-boekenschrijfster Jessie Daniels dat het cyberfeminisme niet één theorie is maar juist veel verschillende theorieën en debatten over de relatie tussen geslacht en de digitale cultuur van tegenwoordig. Daartegenover staat Yvonne Volkart die er heilig van overtuigd is dat cyberfeminisme een mythe is. Zo schrijft zij: 'Een mythe is een verhaal van niet-identificeerbare oorsprong, of zelfs verschillende oorsprongen. Een mythe is namelijk gebaseerd op één verhaal dat alsmaar doorverteld wordt in steeds weer verschillende versies. Een mythe heeft niet één geschiedenis of waarheid waar deze aan vasthoudt en staat juist voor de zoektocht naar de waarheid in de alsmaar anders vertelde versies van de mythe. Het spreken over cyberfeminisme als een mythe, is niet bedoeld om er iets mysterieus van te maken, het betekent simpelweg dat cyberfeminisme alleen bestaat in het meervoud'. Met deze laatste zin bedoelt zij waarschijnlijk dat er niet één cyberfeminisme bestaat, maar dat cyberfeminisme uit meerdere stromingen, ideeën, theorieën en versies bestaat, allemaal ondergebracht in deze term.

## Geschiedenis
De term cyberfeminisme is voor het eerste opgekomen in 1991. Het werd voor het eerst genoemd in het Cyberfeminist Manifesto for the 21st Century van de Australische VNS Matrix-collectief. Volgens Carolyn Guertin ontstond de term in 1992 'op een bepaald moment in het jaar 1992, tegelijkertijd op drie verschillende plekken op aarde'.